# قربط صحاري
قربط صحاري (الاسم العلمي:Filago sahariensis) هو نوع من النباتات يتبع جنس القربط من الفصيلة النجمية.